# Jaqueline de Paula Silvestre
Jaqueline de Paula Silvestre -conocida como Jaqueline- (São José do Rio Preto, 17 de febrero de 1986) es una jugadora brasileña de baloncesto que ocupa la posición de pívot.
Fue seleccionada de la Selección femenina de baloncesto de Brasil con la que alcanzó la medalla de bronce en los Juegos Panamericanos de 2011 en Guadalajara, México; además, ganó la medalla de oro en el Campeonato Sudamericano de Baloncesto adulto que se realizó en Colombia el año 2005 y en Ecuador el 2008 respectivamente.

## Estadísticas en competencias FIBA
| Año            | Competencia                                             | PPJ  | RPJ | APJ |
| -------------- | ------------------------------------------------------- | ---- | --- | --- |
| 2008           | Torneo clasificatorio femenino FIBA para las olimpíadas | 2,5  | 0,5 | 0,5 |
| 2008           | Campeonato Sudamericano Femenino de Baloncesto          | 6,2  | 0,2 | 0,8 |
| 2005           | Campeonato FIBA Américas femenino                       | 4,3  | 1   | 1   |
| 2007           | Campeonato FIBA Américas U21 femenino                   | 9,8  | 1,9 | 0,6 |
| 2006           | Campeonato FIBA Américas U20 femenino                   | 13,6 | 0,8 | 1,4 |
| 2004           | Campeonato FIBA Américas U18 femenino junior            | 6    | 2,2 | 1   |
| 2004           | Campeonato FIBA Américas U18 femenino                   | s/i  | s/i | s/i |
| Promedio total | Promedio total                                          | 7,1  | 1,1 | 0,9 |
| Fuente: FIBA.  |                                                         |      |     |     |